# Leseforeningen for kvinner
Leseforeningen for kvinner, ursprünglich Læseforeningen for kvinder, war ein 1874–1974 bestehender Leseverein für Frauen in Kristiania (Oslo). „Sein Ziel war es, Frauen den Zugang zu norwegischer und ausländischer Literatur zu erleichtern und das Interesse an der Stellung der Frau in der Gesellschaft zu steigern.“ Obwohl er kein politisches Programm hatte, förderte die Diskussion literarischer Themen den Meinungsaustausch zwischen Frauen. „Als Vorläufer der ersten Frauenorganisationen spielte der Leseverein für Frauen eine wichtige Rolle bei der Entwicklung zum Wahlrecht.“
Neben dem Zugang zu Büchern, Zeitschriften und Zeitungen bot der Leseverein auch Vorträge über literarische und soziale Themen an, die später auch publiziert wurden. Unter den Vortragenden waren auch Frauen, wie Mathilde Schjøtt, Ragna Nielsen und Gina Krog.
Der Verein wurde nach dänischem Vorbild auf Anregung von Camilla Collett gegründet. Später wurden auch in anderen norwegischen Städten Lesevereine eingerichtet, darunter in Trondheim, Stavanger und Porsgrunn.

## Geschichte

### Gründung

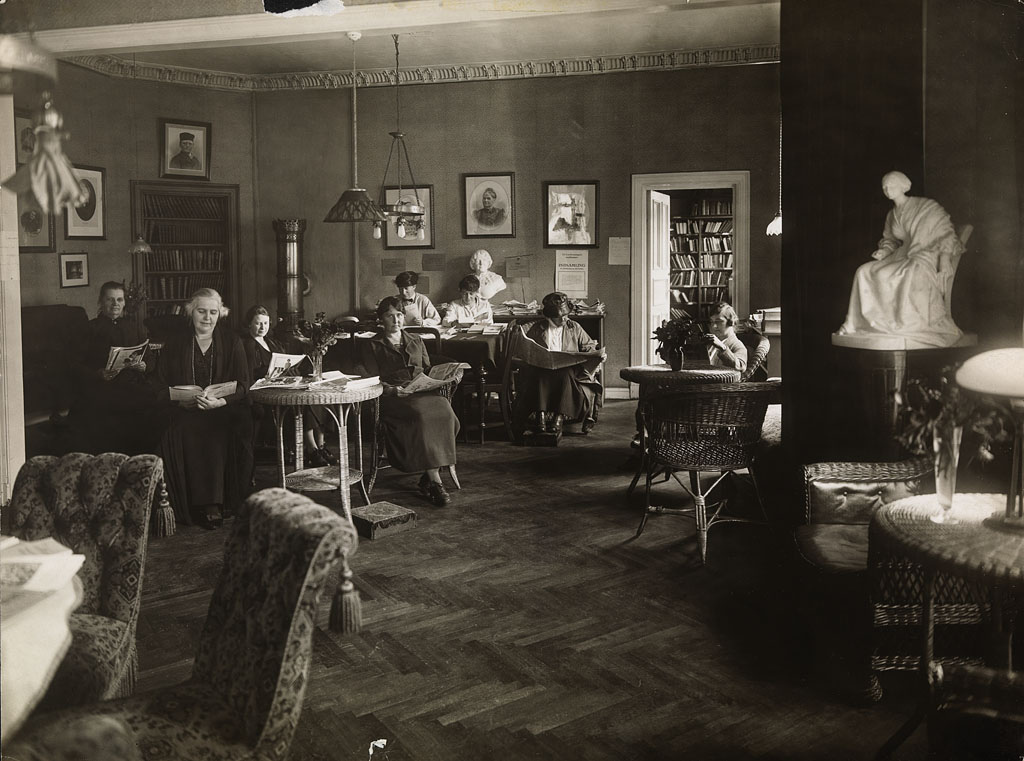
Lesesaal im Læseforening for Kvinder, Parkveien 62

Am 1. Oktober 1872 eröffnete in Kopenhagen der Kvindelig Læseforening (Frauen-Leseverein) sein Vereinslokal. Als Camilla Collett sich zwei Jahre später in der dänischen Hauptstadt aufhielt, war sie dort öfters zu Besuch. Nach Kristiania zurückgekehrt, war sie überzeugt, dass Frauen einen literarischen Verein bräuchten, „einen Ort, an dem sich diejenigen, die zwar gemeinsame Interessen, aber nicht gerade private Kontakte miteinander hatten, zum Gespräch treffen und in ruhiger Umgebung ihre Leselust befriedigen konnten.“
Camilla Collett wollte sich nicht an den praktischen Bemühungen beteiligen, aber überzeugte Hedevig Mariboe, Elise Aubert und Johanne Vogt von ihrer Idee. „Diesen drei Damen gebührt die Ehre, Læseforeningen for kvinder zu einer festen Einrichtung gemacht zu haben.“
Ein Leseverein für Frauen war in Norwegen eine Neuheit (es gab nur solche für Männer, wie z. B. das Atheneum), und die formalen und finanziellen Schwierigkeiten der Vereinsgründung waren ohne die Hilfe von Männern nicht zu bewältigen. Konsul Thomas Heftye unterstützte das Vorhaben von Anbeginn, und in seinem Büro wurde am 26. November 1874 der Leseverein gegründet. Außer den Damen Mariboe, Aubert und Vogt gehörten drei Männer dem ersten Vorstand an: Bibliothekar Drolsum, der Jurist Faye Hansen und Konsul Heftye. Letzterer wurde auch zum Vorsitzenden gewählt.
König Oskar II., „der Camilla Collett sowohl als Frau als auch als Schriftstellerin bewunderte,“ spendete sofort aus seiner Privatschatulle einen jährlichen Beitrag von 200 Kronen an Leseforeningen. Diese großzügige Tradition wurde von seinem Nachfolger Haakon VII. fortgesetzt. Konsul Heftye stiftete ein Jahresabonnement für 14 Zeitungen und Zeitschriften; Redakteur Thommessen schenkte dem Verein eine Sammlung von französischer Literatur.
Anna Collett Børs (* 1831) und ihr Mann, Konsul Børs, „waren ebenfalls treue Unterstützer des Vereins.“ Die von Ambrosia Tønnesen geschaffene Marmorstatue von Camilla Collett, die im Lesesaal des Vereins bis zu dessen Schließung ausgestellt war, ist ein Geschenk von Frau Børs.
In den ersten Jahren war der Verein in Universitetsgaden 7 untergebracht, später in Parkveien 62.

### Widerstände

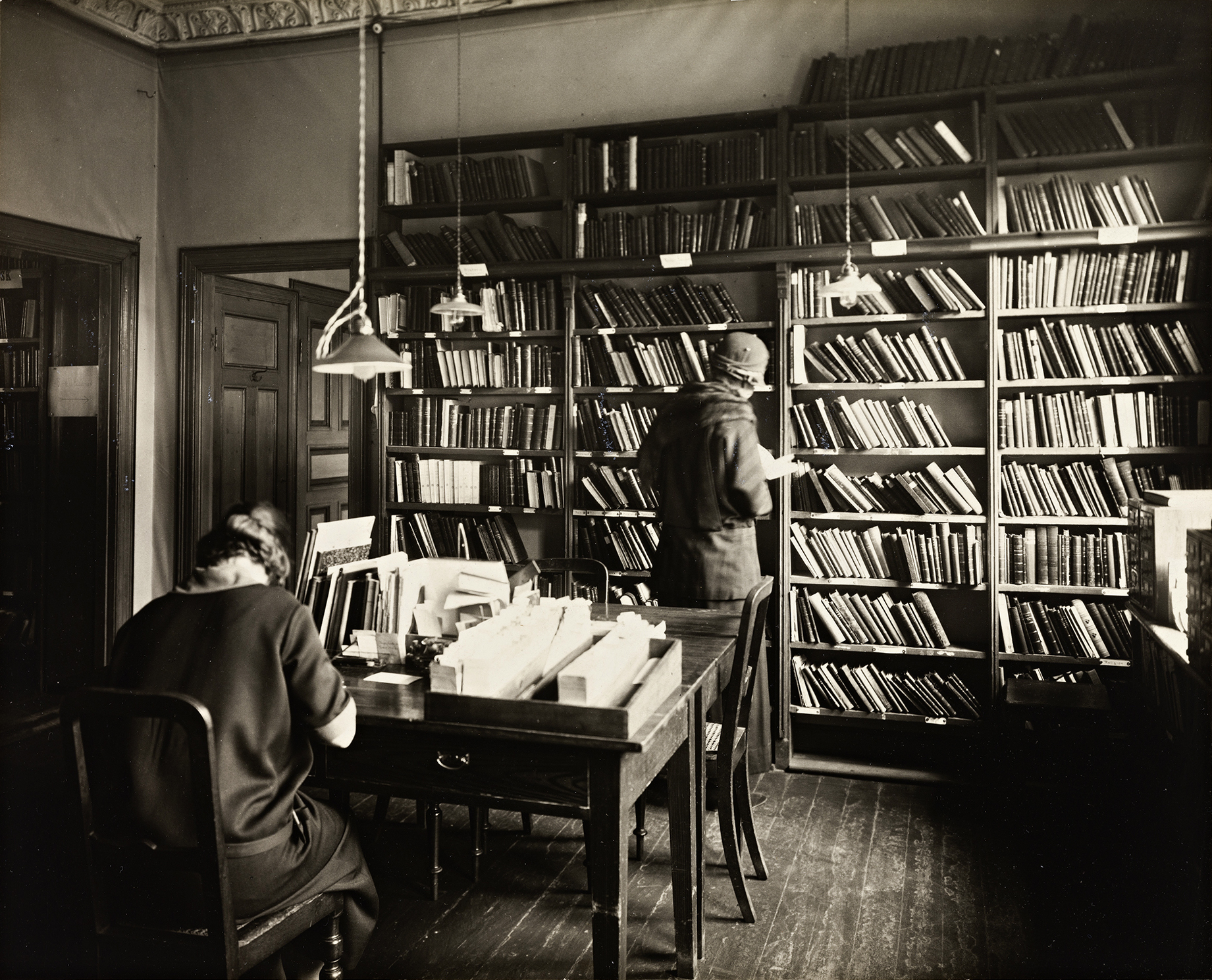

„Von Anfang an hatte der Verein ausdrücklich betont, dass er nichts mit der Frauenfrage, dieser brisanten und gefährlichen Bewegung, zu tun habe.“ Seine Statuten definierten als Zweck, „den Damen der Stadt auf einfache und billige Weise Zugang zu Literatur, Zeitungen und Zeitschriften sowohl in der eigenen als auch in fremden Sprachen zu verschaffen.“ (zitiert in)
Trotzdem „war die Gründung der Vereinigung umstritten und stieß auf großen Widerstand. Es wurde die Befürchtung geäußert, dass die Frauen nun ‚Haus und Hof und Herd verlassen, ihre Kinder und ihre Männer im Stich lassen‘ und ‚den ganzen Tag auf dem Sofa liegen und Zigarren rauchen‘ würden.“
Læseforeningen for kvinder war die älteste Frauenorganisation Norwegens und „einer der ersten Vorposten für die heutige Stellung der Frau.“ Er öffnete ein Tor zur Bildung, zehn Jahre bevor den Frauen das Recht eingeräumt wurde, an norwegischen Universitäten zu studieren.
Als 1884 die Gründung der Norsk Kvinnesaksforening (Norwegischen Frauenrechtsvereinigung) vorbereitet wurde, lagen Anmeldeformulare für den neuen Verein auch im Leseforeningen auf, mussten „jedoch auf Anweisung von höherer Stelle“ wieder entfernt werden. Die Sitzungsprotokolle aus jenem Jahr belegen die Intervention des königlichen Kammerherrn, der im Namen des Königs seine Missbilligung aussprach.
Die meisten Mitglieder des Leseforeningen „waren von Geburt an konservativ […] und als in den achtziger Jahren die Frage des Abonnements von Verdens Gang aufkam, löste dies eine recht lebhafte Diskussion aus. Aber seltsamerweise stimmte die Mehrheit dafür. Das Erscheinen des Magazins war jedoch nicht von langer Dauer, da ein schrecklich radikaler Artikel die Mehrheit zu der Einsicht brachte, dass es wohl doch zu rot und entflammbar für Leseforeningen war.“

### Vortragssaal

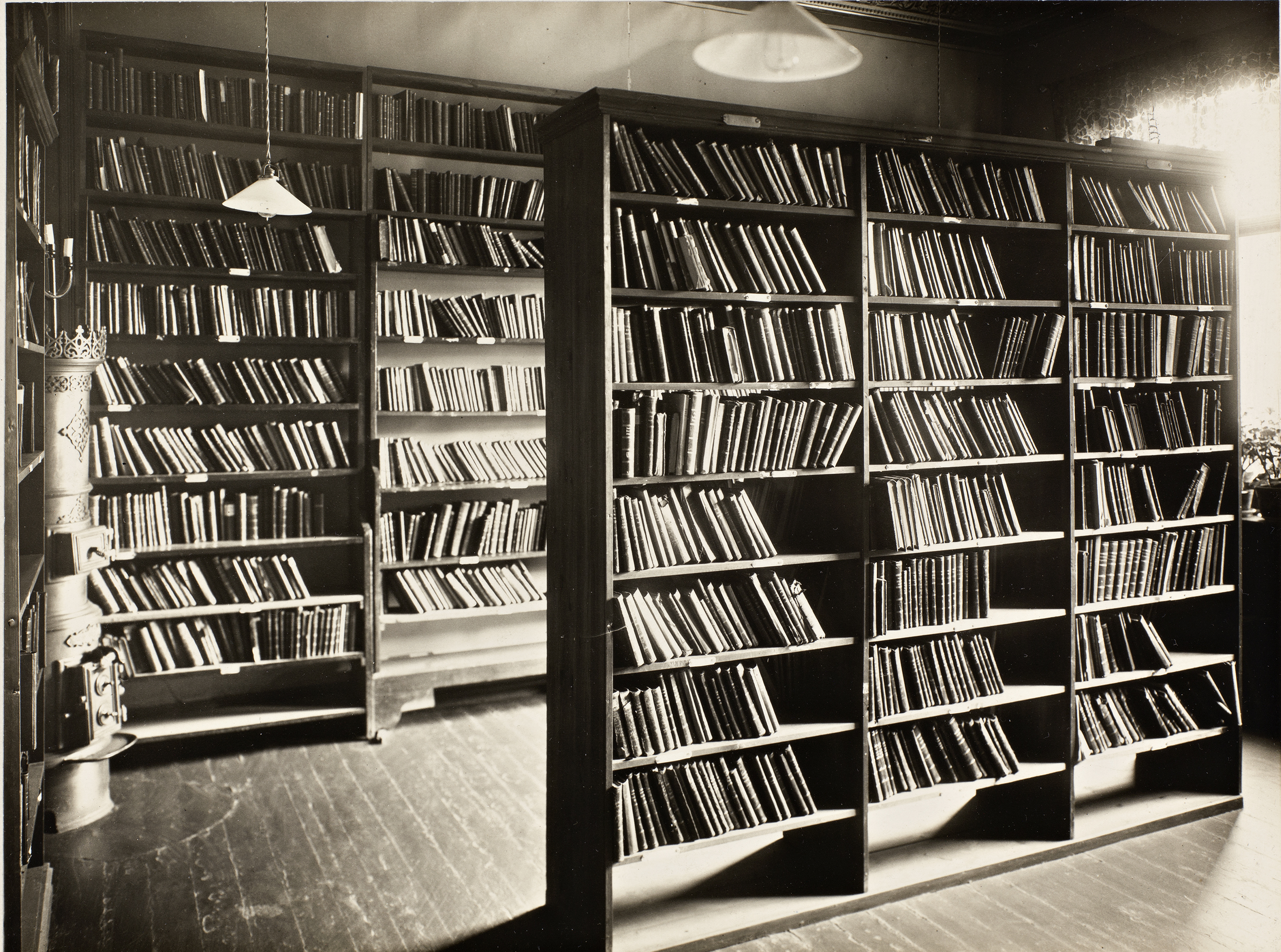

„Von Anfang an war Leseforeningen mehr als nur eine Bibliothek, es war ein Frauenclub, ein literarischer Salon, wenn man so will, in dem Vorträge gehalten oder aus den neuesten Büchern des Jahres vorgelesen wurde.“
Dem Protokoll ist zu entnehmen, dass die Vorlesung von Ibsens Et dukkehjem sehr gut besucht war. Hingegen war Gengangere zu brisant, um vorgetragen werden zu können.
Eine häufige und beliebte Vortragende war Mathilde Schjøtt, die über Conradine Dunker sprach, die Werke von Ibsen oder Bjørnson der literarischen Kritik unterzog oder Ziele beschrieb wie den „Zugang der Frauen zur Hochschulbildung“.
„Auch die schönen Vorträge von Frau Ragna Nielsen waren Sternstunden in der Geschichte des Lesebundes. Es gab großartige Abende, an denen sie über ‚Frauentypen in der modernen Literatur‘ sprach. Nicht zu vergessen ihr knisternder Vortrag ‚Der große Eros‘. Es gab Dinge, die die Leute anzogen. Der Lesesaal hatte bei weitem nicht genug Platz für all die Zuhörer, die sich in der Eingangshalle und weit unten auf der Treppe drängelten.“
Etwa ab 1885 wurden die Vorträge politischer und hatten soziale Themen zum Inhalt, wie das Frauenwahlrecht, die Beschäftigung von Frauen im Staatsdienst und die Eigentumsverhältnisse in der Ehe. Nach den Vorträgen wurde diskutiert; und die Vorträge erlangten, als Broschüren veröffentlicht, eine weitere Verbreitung, „so dass die Wellen der Diskussion weit über die Grenzen der Hauptstadt hinausgingen.“

### Auflösung
Leseforeningen for kvinner wurde 1974 „anlässlich seines hundertjährigen Bestehens“ aufgelöst. Die 16.000 Bände umfassende Büchersammlung und die Marmorstatue von Camilla Collett wurden der Universitätsbibliothek Oslo übergeben.
Das Archiv, bestehend aus Korrespondenz, Sitzungsprotokollen, Mitgliederlisten, Protokollen über Buchkäufe, Spenden und Ausleihungen, Gründungsunterlagen, Jahresberichten und Fotos befindet sich in der Nasjonalbiblioteket und macht ungefähr einen Regalmeter aus.

## Übersichten

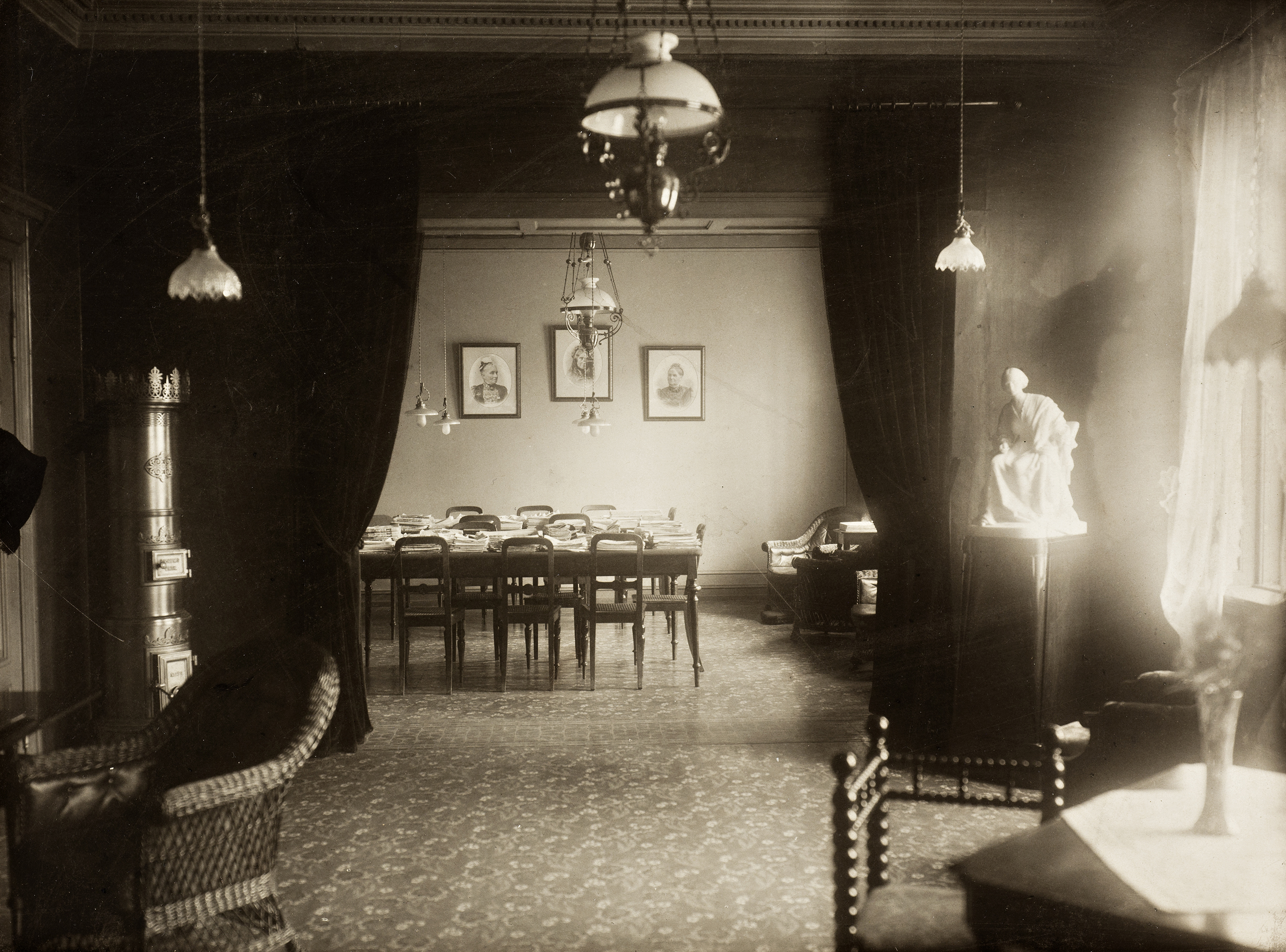

| Name                  | Von  | Bis  |
| --------------------- | ---- | ---- |
| Hedevig Mariboe       | 1874 | 1888 |
| Elise Aubert          | 1888 | 1909 |
| Sophie Cappelen       | 1909 | 1914 |
| Engel Hansteen        | 1914 | 1920 |
| Margarete Bonnevie    | 1920 | 1924 |
| Ingeborg Solberg Gram | 1924 |      |

| Jahr | Mitglieder | Bände  | N.B.                                       | Quelle      |
| ---- | ---------- | ------ | ------------------------------------------ | ----------- |
| 1877 | 226        |        | 53 Zeitschriften                           | [ 10 ]      |
| 1894 |            | 04.500 | Lesesaal in Universitetsgaden 7            | [ 11 ]      |
| 1919 |            | 10.000 | Mitgliedsbeitrag 12 oder 7 Kronen jährlich | [ 12 ]      |
| 1924 | >500       | 10.000 |                                            | [ 5 ]       |
| 1934 | 400–500    |        | Vorsitzende: Ellinor Bachke                | [ 6 ] [ 7 ] |
| 1974 |            | 16.000 |                                            | [ 1 ]       |

## Andere Lesevereine
Nach dem Vorbild in Kristiania wurden auch in anderen norwegischen Städten Lesevereine eingerichtet, darunter in Stavanger, Porsgrunn und Trondheim.
Der Leseverein in Stavanger wurde 1880 gegründet. Im Jahre 1900 hatte er 126 Mitglieder und verfügte über eine Bibliothek von 1.169 Bänden. Die wichtigsten Zeitungen Kristianias und mehrere Provinzzeitungen und ausländische lagen auf. Die Verleger aus Stavanger schickten kostenlose Exemplare ihrer jeweiligen Zeitungen. Der jährliche Mitgliedsbeitrag betrug 3 Kronen. Besondere Unterstützung erhielt der Verein durch Alexander Kielland und seine Schwester Kitty, die für Miete und Bücherkauf spendeten. Kielland, der unter unerwiderter Liebe zu Camilla Collett litt, bewog seinen Verleger Hegel, dem Leseverein Bücher zu überlassen.
Kvindernes Læseforening i Porsgrunn wurde am 14. November 1898 gegründet, von Augusta Schødt, Marie Møller, Thina Winsnes und Helene Wright, „vier furchtlosen und idealistischen Frauen“. Die Gründung erfolgte bereits mit der Absicht, sich der Bewegung für das Frauenwahlrecht anzuschließen. Dieser einzige noch existierende Leseverein hat seit den 1960er Jahren zahlreiche Autorinnen und Autoren zu Lesungen eingeladen, wie z. B. Halldis Moren Vesaas, Francis Bull, Tarjei Vesaas, Gisken Wildenvey und Finn Carling.
Der Leseverein in Trondheim ist für das Jahr 1902 nachgewiesen.